# Z Virginis
Z Virginis är en pulserande variabel av Mira Ceti-typ i stjärnbilden Jungfrun. 
Stjärnan varierar mellan visuell magnitud +9,8 och 16,9 med en period av 302,5 dygn.